# Instituto de Administración y Avalúos de Bienes Nacionales
El Instituto de Administración y Avalúos de Bienes Nacionales es un órgano desconcentrado de la Secretaría de Hacienda y Crédito Público de México. De acuerdo a la Ley General de Bienes Nacionales, le corresponde a la Secretaría de Hacienda y Crédito Público (SHCP), por medio del INDAABIN, determinar y conducir la planeación y política inmobiliaria, la administración de inmuebles federales, los avalúos, las justipreciaciones de rentas, el inventario, el registro y el catastro del Patrimonio Inmobiliario Federal y Paraestatal, así como de la administración, vigilancia, control, protección, adquisición, enajenación y afectación de inmuebles federales competencia de la misma.
A partir de estas atribuciones, el INDAABIN trabaja con el fin de ser una institución moderna, innovadora y eficiente en la administración del patrimonio inmobiliario, así como para actualizar el ordenamiento del patrimonio inmobiliario federal, de modo que haya certeza y se promueva una gestión inmobiliaria moderna e innovadora. 
Dentro de los objetivos del Plan Nacional de Desarrollo 2013-2018 se encuentra el de propiciar y verificar el buen uso y aprovechamiento de los inmuebles patrimonio del Gobierno, mediante el registro público, el avalúo y la conservación de la propiedad inmobiliaria federal, previéndose como una de las estrategias para alcanzar este objetivo la de administrar con pertinencia y calidad el patrimonio inmobiliario federal.
A partir de esto, el INDAABIN busca el óptimo aprovechamiento y el uso responsable del Patrimonio Inmobiliario Federal y Paraestatal (PIFP) para contribuir al desarrollo social y económico de México.

## Misión
Administrar el patrimonio inmobiliario federal y paraestatal optimizando su aprovechamiento, así como proporcionar servicios valuatorios a la Administración Pública Federal contribuyendo a racionalizar el gasto público.

## Visión
La Administración Pública Federal cuenta con los inmuebles idóneos para la realización de sus fines, contribuyendo eficazmente al desarrollo social y económico de México.

## Funciones
- Practicar avalúos y justipreciaciones de rentas que soliciten las dependencias y entidades.
- Expedir procedimientos, criterios y metodologías de carácter técnico con los cuales se llevarán a cabo los avalúos que soliciten las dependencias y entidades.
- Poseer, vigilar, conservar, proteger, administrar y controlar los inmuebles federales competencia de la Secretaría de la Función Pública.
- Tramitar las solicitudes de adquisición, enajenación, destino o afectación de los inmuebles federales.
- Llevar el padrón de promotores inmobiliarios para la venta de inmuebles federales.
- Proponer resolución sobre destinos, declaratorias de sujeción o desincorporación al régimen de dominio público y autorización para enajenar y desincorporar inmuebles Federales del régimen de inmuebles pertenecientes a organismos descentralizados.
- Proponer resolución de la reversión de inmuebles federales enajenados a título gratuito.
- Otorgar concesiones , permisos o autorizaciones para el uso y aprovechamiento de los inmuebles federales.
- Celebrar contratos de arrendamiento, comodato y usufructo.
- Coordinar la integración y actualización del Sistema de Información Inmobiliaria Federal y Paraestatal.

## Historia
El órgano antecesor del INDAABIN, la Comisión de Avalúos de Bienes Nacionales (CABIN), únicamente estaba encargado de investigar y determinar la situación física, jurídica y administrativa de los inmuebles federales. Asimismo, era su competencia compilar, organizar, vincular y operar los acervos documentales relativos a los inmuebles y la realización de las acciones encaminadas a la regularización jurídica y administrativa.
A partir del 2004, el INDAABIN sustituye a la CABIN, ampliando sus facultades y metas como órgano rector y encargado de la planeación y política inmobiliaria, con la misión de administrar el patrimonio inmobiliario federal y paraestatal (PIFP) optimizando su aprovechamiento, así como proporcionar servicios valuatorios a la Administración Pública Federal contribuyendo a racionalizar el gasto público. Por otro lado a partir del 12 de enero de 2017 el INDAABIN deja de ser un órgano desconcentrado de la Secretaría de la Función Pública, para incorporarse a la Secretaría de Hacienda y Crédito Público. 

### El INDAABIN como órgano rector de la política inmobiliaria federal
De acuerdo a la Ley General de Bienes Nacionales, le corresponde a la Secretaría de Hacienda y Crédito Público (SHCP), por medio del INDAABIN, determinar y conducir la planeación y política inmobiliaria, la administración de inmuebles federales, los avalúos, las justipreciaciones de rentas, el inventario, el registro y el catastro del Patrimonio Inmobiliario Federal y Paraestatal, así como de la administración, vigilancia, control, protección, adquisición, enajenación y afectación de inmuebles federales competencia de la misma.
A partir de estas atribuciones, el INDAABIN trabaja con el fin de ser una institución moderna, innovadora y eficiente en la administración del patrimonio inmobiliario, así como para actualizar el ordenamiento del patrimonio inmobiliario federal, de modo que haya certeza y se promueva una gestión inmobiliaria moderna e innovadora. 

### El INDAABIN al frente del Comité del Patrimonio Inmobiliario Federal y Paraestatal
De acuerdo al artículo 27 de la Ley General de Bienes Nacionales, para la operación del Sistema de Administración Inmobiliaria Federal y Paraestatal, se establece el Comité del Patrimonio Inmobiliario Federal y Paraestatal, el cual se integrará con las dependencias administradoras de inmuebles, la Secretaría de Hacienda y Crédito Público y las cinco entidades que cuenten con mayor número de inmuebles dentro de su patrimonio.
El INDAABIN preside el Comité, el cual es un foro de análisis, discusión y adopción de criterios comunes para lograr una comunicación permanente, una adecuada coordinación de acciones y la adopción de criterios homogéneos entre las dependencias administradoras de inmuebles federales, entidades paraestatales, SCHP y SRE. 
Su objetivo principal es propiciar y verificar el buen uso y aprovechamiento de los inmuebles patrimonio del Gobierno, mediante el registro público, el avalúo y la conservación de la propiedad inmobiliaria federal.

### El INDAABIN en el contexto de laPlaneación Nacional (Alineación con el Plan Nacional de Desarrollo, PND)
Dentro de los objetivos del Plan Nacional de Desarrollo 2013-2018 se encuentra el de propiciar y verificar el buen uso y aprovechamiento de los inmuebles patrimonio del Gobierno, mediante el registro público, el avalúo y la conservación de la propiedad inmobiliaria federal, previéndose como una de las estrategias para alcanzar este objetivo la de administrar con pertinencia y calidad el patrimonio inmobiliario federal.
A partir de esto, el INDAABIN busca el óptimo aprovechamiento y el uso responsable del PIFP para contribuir al desarrollo social y económico de México, finalidad que compromete al Instituto con el Plan Nacional de Desarrollo 2013-2018
El compromiso institucional del INDAABIN está enfocado en encaminar la acción del Instituto de acuerdo a las atribuciones del mismo y las necesidades más amplias en la administración del PIFP. Dicho compromiso rescata el análisis del contexto que rodea al INDAABIN, lo que permite establecer líneas acordes a las metas y retos planteados en el Plan Nacional de Desarrollo 2013-2018, los cuales engloban los objetivos de un gobierno cercano y moderno y a su vez permite establecer acciones al Instituto en aquellas áreas de oportunidad a efecto de cumplir con su propósito principal de promover una administración moderna y transparente del patrimonio inmobiliario federal.
Bajo la meta nacional de "México Próspero" y con la estrategia transversal "Gobierno cercano y moderno", se busca establecer una política clara sobre el control y aprovechamiento del PIFP, así como en el establecimiento de parámetros estratégicos y tener como referente las mejores prácticas para llevar a cabo un uso racional de los recursos, atendiendo de manera efectiva las necesidades inmobiliarias de la APF. Este objetivo se articula mediante el impacto en materia de eficiencia y optimización de los recursos públicos que utiliza la APF y se refleja en el Programa de Control y Aprovechamiento del Inmobiliario Federal, el cual tiene el objetivo de garantizar el uso eficiente y racional del PIFP en materia jurídica, administrativa, y normativa que corresponda a las demandas de la ciudadanía.